# Collegio di Vauxhall
Vauxhall è stato un collegio elettorale situato nella Grande Londra, e rappresentato alla Camera dei comuni del Parlamento del Regno Unito. Eleggeva un membro del parlamento con il sistema first-past-the-post, ossia maggioritario a turno unico; il collegio è stato abolito in occasione della revisione periodica del 2024.

## Estensione
- 1950–1974: i ward del borgo metropolitano di Lambeth di Bishop's, Marsh, Oval, Prince's e Vauxhall.
- 1974–1983: i ward del borgo londinese di Lambeth di Bishop's, Oval, Prince's, Stockwell e Vassall.
- 1983–1997: i ward del borgo londinese di Lambeth di Bishop's, Clapham Town, Ferndale, Larkhall, Oval, Prince's, Stockwell e  Vassall.
- 1997–2010: i ward del borgo londinese di Lambethdi Angell, Bishop's, Clapham Town, Ferndale, Larkhall, Oval, Prince's, Stockwell e Vassall.
- 2010–2024: i ward del borgo londinese di Lambeth di Bishop's, Clapham Town, Ferndale, Larkhall, Oval, Prince's, Stockwell e Vassall.

Vauxhall era interamente contenuto nel borgo londinese di Lambeth; il centro del collegio era definito dal Tamigi ad ovest e nord e dal confine con Southwark ad est.

## Membri del parlamento
| Elezione | Elezione          | Deputato         | Partito          |
| -------- | ----------------- | ---------------- | ---------------- |
|          | 1950              | George Strauss   | Laburista        |
| 1979     | Stuart Holland    |                  | Laburista        |
| 1989 (S) | Kate Hoey         |                  | Laburista        |
| 2019     | Florence Eshalomi |                  | Laburista        |
|          | 2024              | Collegio abolito | Collegio abolito |

## Elezioni

### Elezioni negli anni 2010
| Partito                    | Partito                                | Candidato                  | Risultati 12 dicembre 2019 | Risultati 12 dicembre 2019 |
| Partito                    | Partito                                | Candidato                  | Voti                       | %                          |
| -------------------------- | -------------------------------------- | -------------------------- | -------------------------- | -------------------------- |
|                            | Laburista                              | Florence Eshalomi          | 31 615                     | 56,12                      |
|                            | Lib Dem                                | Sarah Lewis                | 12 003                     | 21,31                      |
|                            | Conservatore                           | Sarah Bool                 | 9 422                      | 16,73                      |
|                            | Verdi                                  | Jacqueline Bond            | 2 516                      | 4,47                       |
|                            | Brexit                                 | Andrew McGuinness          | 641                        | 1,14                       |
|                            | Indipendente                           | Salah Faissal              | 136                        | 0,24                       |
|                            |                                        |                            |                            |                            |
| Iscritti                   | Iscritti                               | Iscritti                   | 88 647                     | 100,00                     |
| ↳ Votanti (% su iscritti)  | ↳ Votanti (% su iscritti)              | ↳ Votanti (% su iscritti)  | 56 333                     | 63,55                      |
| ↳ Astenuti (% su iscritti) | ↳ Astenuti (% su iscritti)             | ↳ Astenuti (% su iscritti) | 32 314                     | 36,45                      |
|                            |                                        |                            |                            |                            |
|                            | Esito: collegio confermato a Laburista |                            |                            |                            |

| Partito                    | Partito                                | Candidato                  | Risultati 8 giugno 2017 | Risultati 8 giugno 2017 |
| Partito                    | Partito                                | Candidato                  | Voti                    | %                       |
| -------------------------- | -------------------------------------- | -------------------------- | ----------------------- | ----------------------- |
|                            | Laburista                              | Kate Hoey                  | 31 576                  | 57,37                   |
|                            | Lib Dem                                | George Turner              | 11 326                  | 20,58                   |
|                            | Conservatore                           | Dolly Theis                | 10 277                  | 18,67                   |
|                            | Verdi                                  | Gulnar Hasnain             | 1 152                   | 2,09                    |
|                            | Women's Equality                       | Harini Iyengar             | 539                     | 0,98                    |
|                            | Pirata                                 | Mark Chapman               | 172                     | 0,31                    |
|                            |                                        |                            |                         |                         |
| Iscritti                   | Iscritti                               | Iscritti                   | 82 029                  | 100,00                  |
| ↳ Votanti (% su iscritti)  | ↳ Votanti (% su iscritti)              | ↳ Votanti (% su iscritti)  | 55 042                  | 67,10                   |
| ↳ Astenuti (% su iscritti) | ↳ Astenuti (% su iscritti)             | ↳ Astenuti (% su iscritti) | 26 987                  | 32,90                   |
|                            |                                        |                            |                         |                         |
|                            | Esito: collegio confermato a Laburista |                            |                         |                         |

| Partito                    | Partito                                | Candidato                  | Risultati 7 maggio 2015 | Risultati 7 maggio 2015 |
| Partito                    | Partito                                | Candidato                  | Voti                    | %                       |
| -------------------------- | -------------------------------------- | -------------------------- | ----------------------- | ----------------------- |
|                            | Laburista                              | Kate Hoey                  | 25 778                  | 53,77                   |
|                            | Conservatore                           | James Bellis               | 13 070                  | 27,26                   |
|                            | Verdi                                  | Gulnar Hasnain             | 3 658                   | 7,63                    |
|                            | Lib Dem                                | Adrian Hyyrylainen-Trett   | 3 312                   | 6,91                    |
|                            | UKIP                                   | Ace Nnorom                 | 1 385                   | 2,89                    |
|                            | Pirata                                 | Mark Chapman               | 201                     | 0,42                    |
|                            | Unità della Sinistra                   | Simon Hardy                | 188                     | 0,39                    |
|                            | CISTA                                  | Louis Jensen               | 164                     | 0,34                    |
|                            | Whig                                   | Waleed Ghani               | 103                     | 0,21                    |
|                            | Socialista                             | Daniel Lambert             | 82                      | 0,17                    |
|                            |                                        |                            |                         |                         |
| Iscritti                   | Iscritti                               | Iscritti                   | 82 231                  | 100,00                  |
| ↳ Votanti (% su iscritti)  | ↳ Votanti (% su iscritti)              | ↳ Votanti (% su iscritti)  | 47 941                  | 58,30                   |
| ↳ Astenuti (% su iscritti) | ↳ Astenuti (% su iscritti)             | ↳ Astenuti (% su iscritti) | 34 290                  | 41,70                   |
|                            |                                        |                            |                         |                         |
|                            | Esito: collegio confermato a Laburista |                            |                         |                         |

| Partito                    | Partito                                | Candidato                  | Risultati 6 maggio 2010 | Risultati 6 maggio 2010 |
| Partito                    | Partito                                | Candidato                  | Voti                    | %                       |
| -------------------------- | -------------------------------------- | -------------------------- | ----------------------- | ----------------------- |
|                            | Laburista                              | Kate Hoey                  | 21 498                  | 49,77                   |
|                            | Lib Dem                                | Caroline Pidgeon           | 10 847                  | 25,11                   |
|                            | Conservatore                           | Glyn Chambers              | 9 301                   | 21,53                   |
|                            | Verdi                                  | Joseph Healy               | 708                     | 1,64                    |
|                            | Democratici                            | Jose Navarro               | 289                     | 0,67                    |
|                            | Cristiano                              | Lana Martin                | 200                     | 0,46                    |
|                            | Socialista                             | Daniel Lambert             | 143                     | 0,33                    |
|                            | Anticapitalisti                        | Jeremy Drinkall            | 109                     | 0,25                    |
|                            | Animal Welfare                         | James Kapetanos            | 96                      | 0,22                    |
|                            |                                        |                            |                         |                         |
| Iscritti                   | Iscritti                               | Iscritti                   | 74 854                  | 100,00                  |
| ↳ Votanti (% su iscritti)  | ↳ Votanti (% su iscritti)              | ↳ Votanti (% su iscritti)  | 43 191                  | 57,70                   |
| ↳ Astenuti (% su iscritti) | ↳ Astenuti (% su iscritti)             | ↳ Astenuti (% su iscritti) | 31 663                  | 42,30                   |
|                            |                                        |                            |                         |                         |
|                            | Esito: collegio confermato a Laburista |                            |                         |                         |

### Elezioni negli anni 2000
| Partito                    | Partito                                | Candidato                  | Risultati 5 maggio 2005 | Risultati 5 maggio 2005 |
| Partito                    | Partito                                | Candidato                  | Voti                    | %                       |
| -------------------------- | -------------------------------------- | -------------------------- | ----------------------- | ----------------------- |
|                            | Laburista                              | Kate Hoey                  | 19 744                  | 52,86                   |
|                            | Lib Dem                                | Charles Anglin             | 9 767                   | 26,15                   |
|                            | Conservatore                           | Edward Heckels             | 5 405                   | 14,47                   |
|                            | Verdi                                  | Tim Summers                | 1 705                   | 4,56                    |
|                            | UKIP                                   | Robert McWhirter           | 271                     | 0,73                    |
|                            | Socialista                             | Daniel Lambert             | 240                     | 0,64                    |
|                            | Democratici                            | Janus Polenceus            | 221                     | 0,59                    |
|                            |                                        |                            |                         |                         |
| Iscritti                   | Iscritti                               | Iscritti                   | 79 665                  | 100,00                  |
| ↳ Votanti (% su iscritti)  | ↳ Votanti (% su iscritti)              | ↳ Votanti (% su iscritti)  | 37 363                  | 46,90                   |
| ↳ Astenuti (% su iscritti) | ↳ Astenuti (% su iscritti)             | ↳ Astenuti (% su iscritti) | 42 302                  | 53,10                   |
|                            |                                        |                            |                         |                         |
|                            | Esito: collegio confermato a Laburista |                            |                         |                         |

| Partito                    | Partito                                | Candidato                  | Risultati 7 giugno 2001 | Risultati 7 giugno 2001 |
| Partito                    | Partito                                | Candidato                  | Voti                    | %                       |
| -------------------------- | -------------------------------------- | -------------------------- | ----------------------- | ----------------------- |
|                            | Laburista                              | Kate Hoey                  | 19 738                  | 59,11                   |
|                            | Lib Dem                                | Anthony Bottrall           | 6 720                   | 20,12                   |
|                            | Conservatore                           | Gareth Compton             | 4 489                   | 13,44                   |
|                            | Verdi                                  | Shane Collins              | 1 485                   | 4,45                    |
|                            | Alleanza Socialista                    | Theresa Bennett            | 853                     | 2,55                    |
|                            | Indipendente                           | Martin Boyd                | 107                     | 0,32                    |
|                            |                                        |                            |                         |                         |
| Iscritti                   | Iscritti                               | Iscritti                   | 74 535                  | 100,00                  |
| ↳ Votanti (% su iscritti)  | ↳ Votanti (% su iscritti)              | ↳ Votanti (% su iscritti)  | 33 392                  | 44,80                   |
| ↳ Astenuti (% su iscritti) | ↳ Astenuti (% su iscritti)             | ↳ Astenuti (% su iscritti) | 41 143                  | 55,20                   |
|                            |                                        |                            |                         |                         |
|                            | Esito: collegio confermato a Laburista |                            |                         |                         |

## Risultati dei referendum

### Referendum sulla permanenza del Regno Unito nell'Unione europea del 2016
|             | Collegio    | Lasciare UE % | Rimanere in UE % |
| ----------- | ----------- | ------------- | ---------------- |
|             | Vauxhall    | 22,4%         | 77,6%            |
|             | Inghilterra | 53,3%         | 46,7%            |
| Regno Unito | 51,9%       | 48,1%         |                  |